# Systoechus fuligineus
Systoechus fuligineus är en tvåvingeart som beskrevs av Friedrich Hermann Loew 1863. Systoechus fuligineus ingår i släktet Systoechus och familjen svävflugor. Inga underarter finns listade i Catalogue of Life.